# Bóng rổ nữ

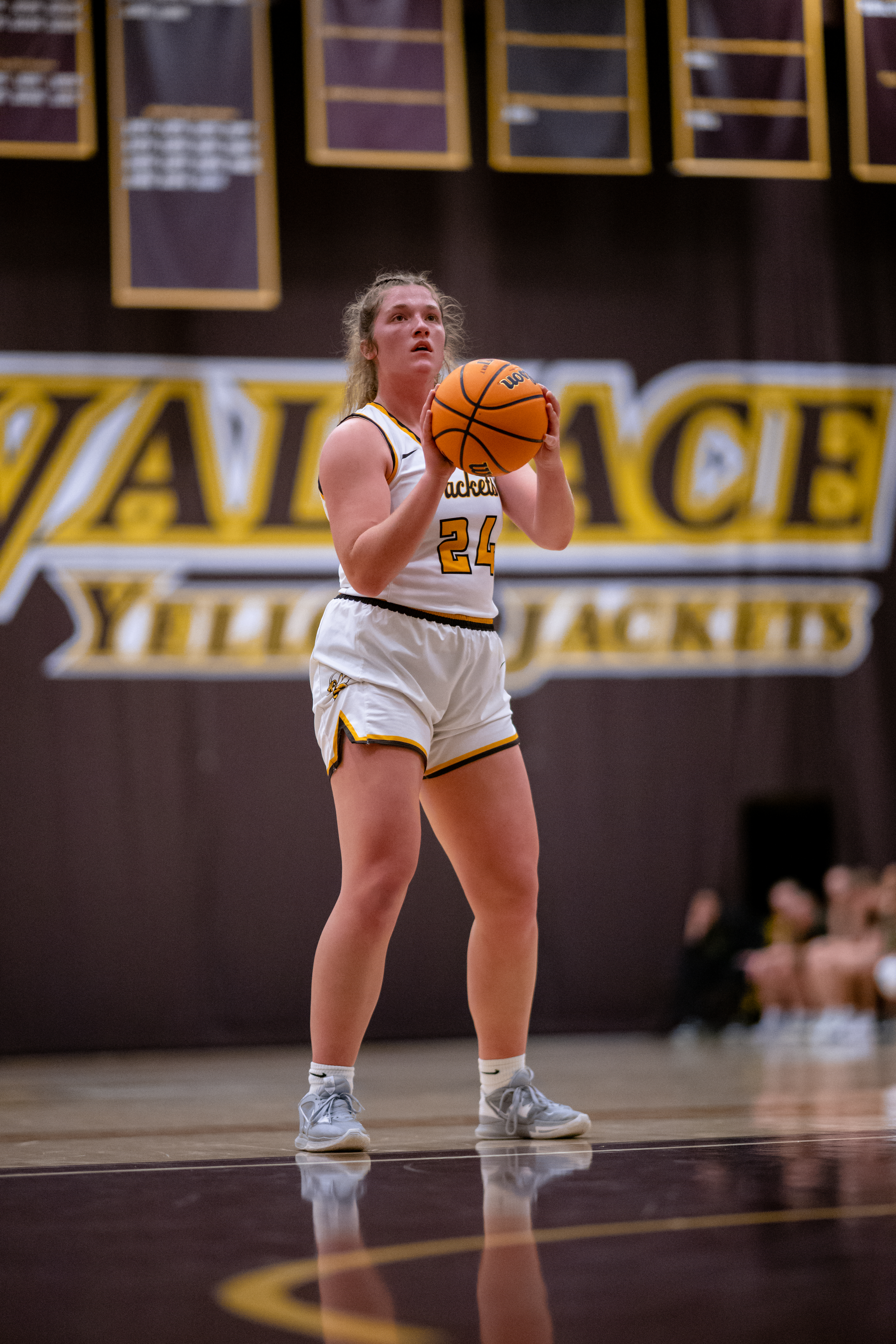
Một nữ vận động viên môn bóng rổ nữ

Bóng rổ nữ (Women's basketball) là môn thể thao đồng đội bóng rổ với những vận động viên thi đấu là những nữ giới, là môn thi đấu bóng rổ với luật lệ được thiết kế dành riêng cho nội dung nữ. Bóng rổ nữ được chơi lần đầu tiên vào năm 1892, một năm sau môn bóng rổ nam, tại Cao đẳng Smith ở Massachusetts. Bóng rổ nữ lan rộng khắp Hoa Kỳ, phần lớn thông qua các trận thi đấu dành nội dung nữ và từ đó đã lan rộng trên toàn cầu. Tính đến năm 2020, bóng rổ là một trong những môn thể thao phổ biến nhất và phát triển nhanh nhất trên thế giới. Có nhiều giải đấu và giải đấu chuyên nghiệp dành cho các vận động viên bóng rổ nữ chuyên nghiệp. Giải đấu chính của Bắc Mỹ là WNBA. Giải bóng rổ nữ thế giới (FIBA) và Giải bóng rổ Olympic nội dung nữ tại Thế vận hội mùa hè có sự góp mặt của các đội tuyển quốc gia hàng đầu từ các giải vô địch châu lục. Ở Hoa Kỳ, Giải vô địch bóng rổ nữ hạng I của NCAA cũng rất phổ biến. Ở châu Âu, các câu lạc bộ bóng rổ nữ mạnh nhất châu Âu tham gia EuroLeague Women.

## Tổng quan

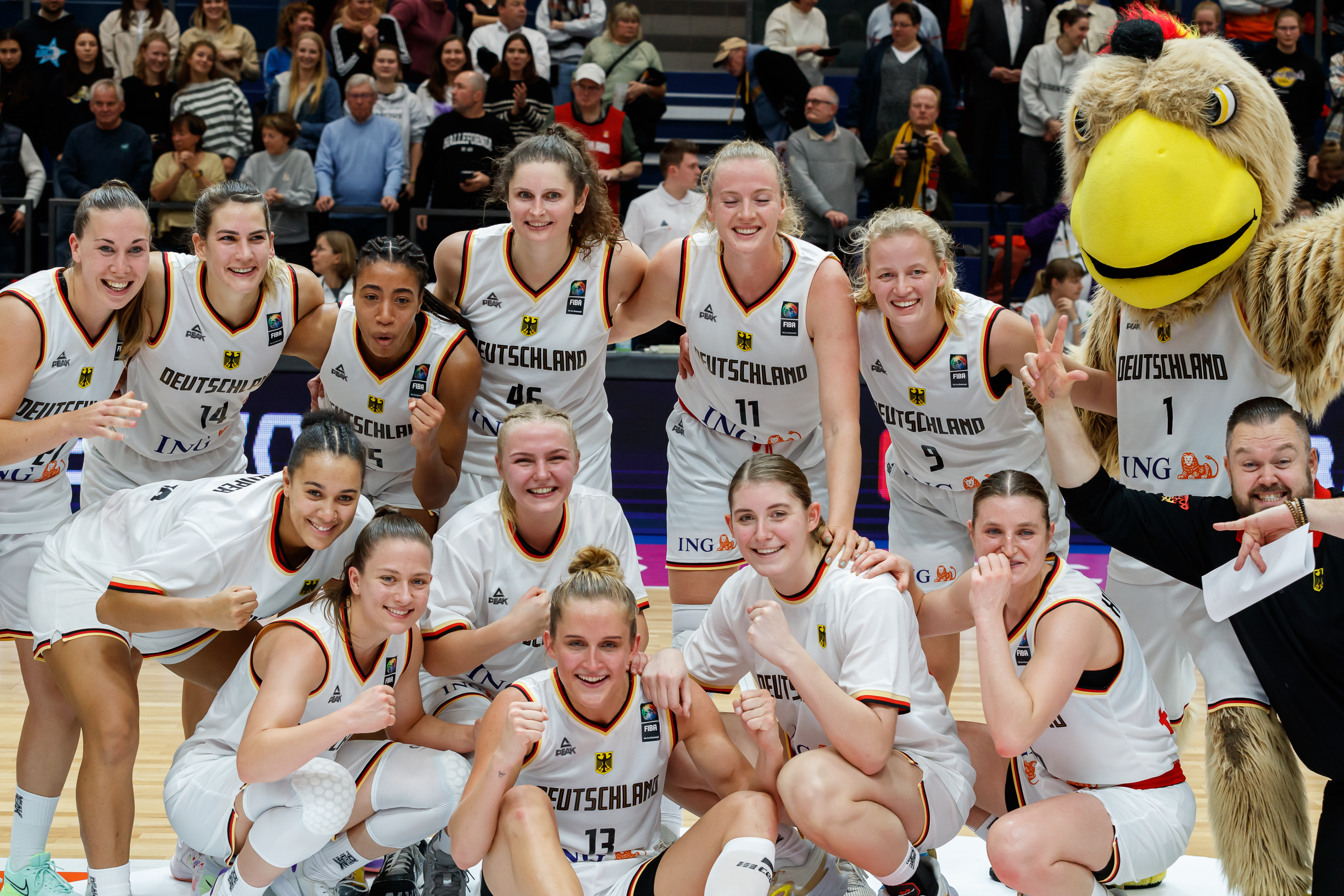
Đội tuyển bóng rổ nữ Đức

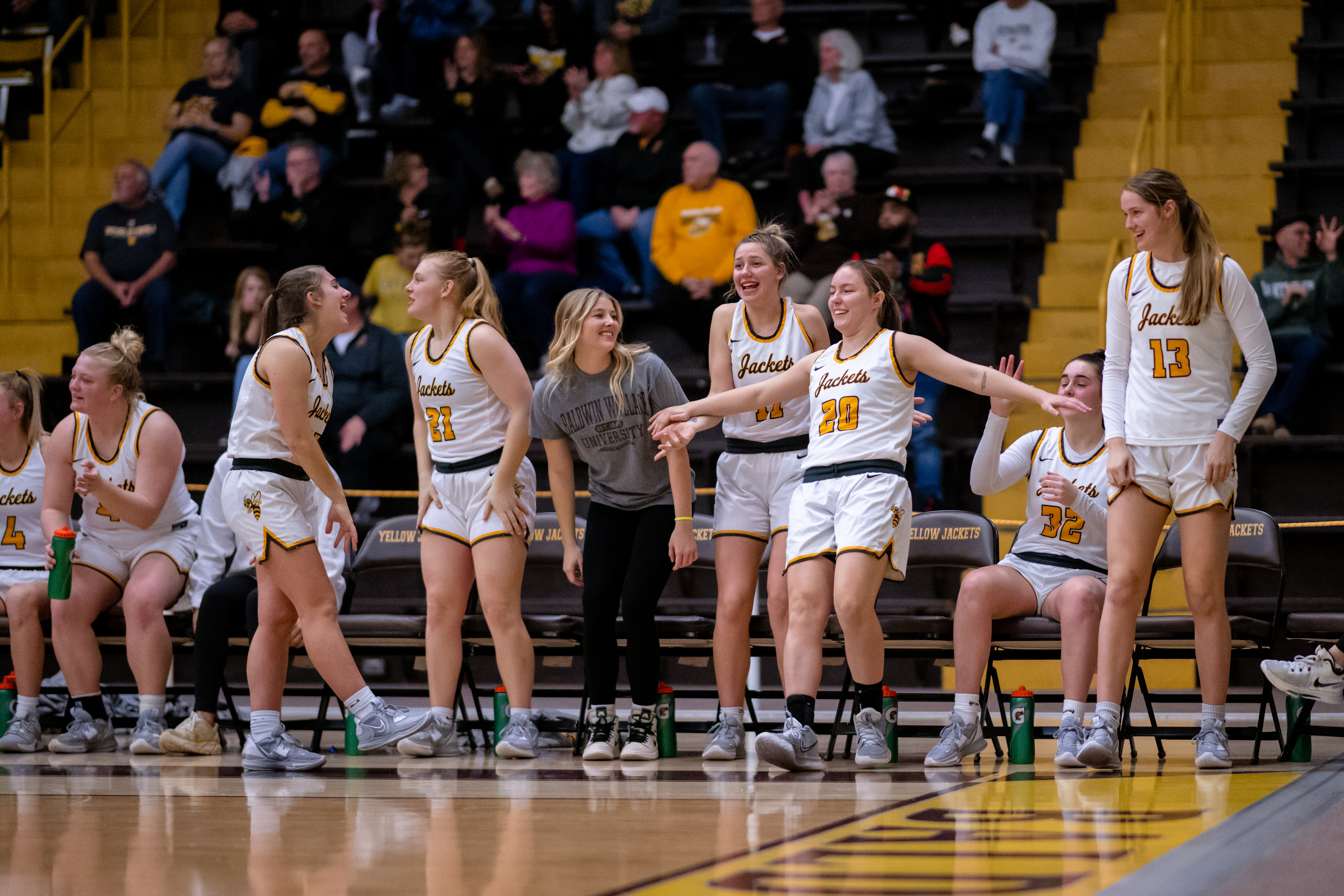
Một trận thi đấu bóng rổ nữ ở Mỹ

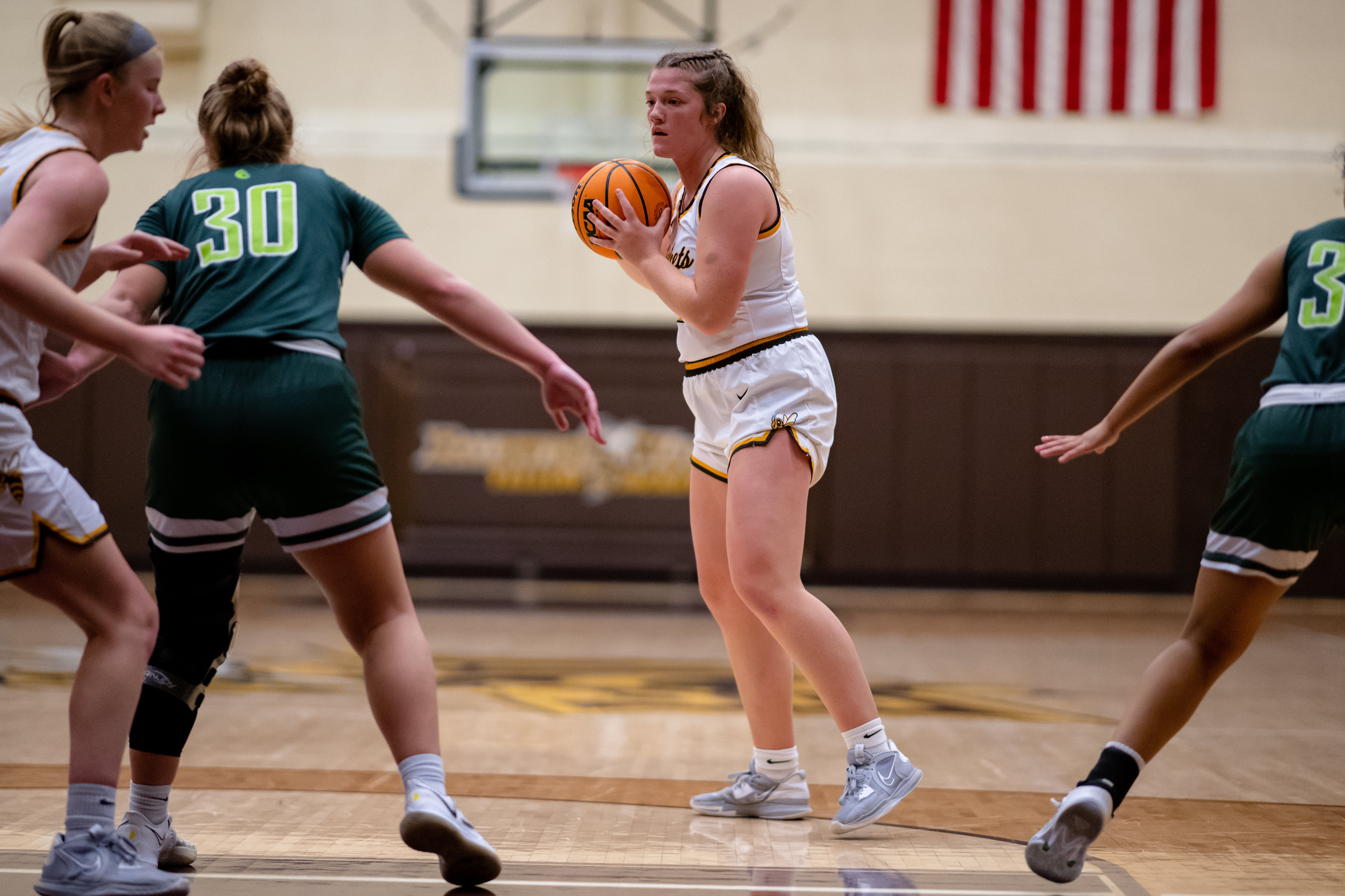
Một trận thi đấu bóng rổ nữ ở Mỹ

Bóng rổ là môn thể thao đồng đội trong đó hai đội, phổ biến nhất là có năm người chơi, mỗi đội đối đầu nhau trên sân hình chữ nhật, thi đấu với mục tiêu chính là bắn bóng rổ qua vòng của hậu vệ. Luật bóng rổ nữ giống hệt luật bóng rổ nam. Sự khác biệt đáng chú ý nhất là chu vi của bóng rổ nữ, nhỏ hơn bóng rổ nam. Quả bóng nhỏ hơn được thiết kế và ra mắt để sử dụng thi đấu tại NCAA vào mùa thu năm 1984. Quả bóng WNBA quy định có kích cở chu vi tối thiểu là 28,5cm, nhỏ hơn so với quả bóng NBA. Đây là quả bóng cỡ 6 tiêu chuẩn. Tính đến năm 2008, kích thước này được sử dụng cho tất cả các cuộc thi cấp cao dành cho nữ trên toàn thế giới. Hầu hết các cuộc thi đấu bóng rổ ở trường trung học (thể thao sinh viên) đều được chơi trong bốn hiệp, mỗi hiệp 8 phút, trong khi các trò chơi của NCAA, WNBA và FIBA được chơi trong bốn hiệp, mỗi hiệp 10 phút. Trong năm 2015–2016, NCAA đã thay đổi luật chơi thành các hiệp 10 phút thay vì các hiệp 20 phút. Luật WNBA đã loại bỏ pha nhảy bóng ở đầu hiệp hai.
Sinh viên năm nhất của Berenson thi đấu trong trận đấu bóng rổ sinh viên đầu tiên dành cho nữ được tổ chức vào ngày 22 tháng 3 năm 1893. Đại học California và Miss Head's School, đã có cuộc thi đấu ngoại khóa đầu tiên dành cho nội dung nữ vào năm 1892. Cũng trong 1893, trường Cao đẳng Mount Holyoke và Cao đẳng Sophie Newcomb, được Clara Gregory Baer (người phát minh ra Newcomb ball) huấn luyện và thế là giới nữ bắt đầu chơi bóng rổ. Đến năm 1895, nội dung bóng rổ nữ đã lan rộng đến các trường cao đẳng trên toàn quốc, bao gồm Cao đẳng Wellesley, Cao đẳng Vassar và Cao đẳng Bryn Mawr. Trận đấu đầu tiên dành cho nội dung nữ giữa các trường đại học diễn ra vào ngày 4 tháng 4 năm 1896. Đội nữ Stanford đấu với đội nữ California với 9 đấu 9, kết thúc với chiến thắng 2-1 của Stanford. Clara Gregory Baer xuất bản cuốn sách đầu tiên về luật chơi bóng rổ nữ vào năm 1895, lần đầu tiên cô gọi trò chơi là 'Basquette', sau đó Luật bóng rổ của Trường đại học Newcomb, xuất bản năm 1908. Mặc dù tham gia vào trận đấu bóng rổ nữ liên trường đầu tiên, ủy ban thể thao của khoa Stanford đã cấm thi đấu liên trường dành cho thể loại nữ, đầu tiên là trong các môn thể thao đồng đội như bóng rổ và sau đó mở rộng sang tất cả các môn thể thao, và Cal (cũng như nhiều trường đại học danh tiếng khác vào thời điểm đó) cũng làm theo.

## Hình ảnh

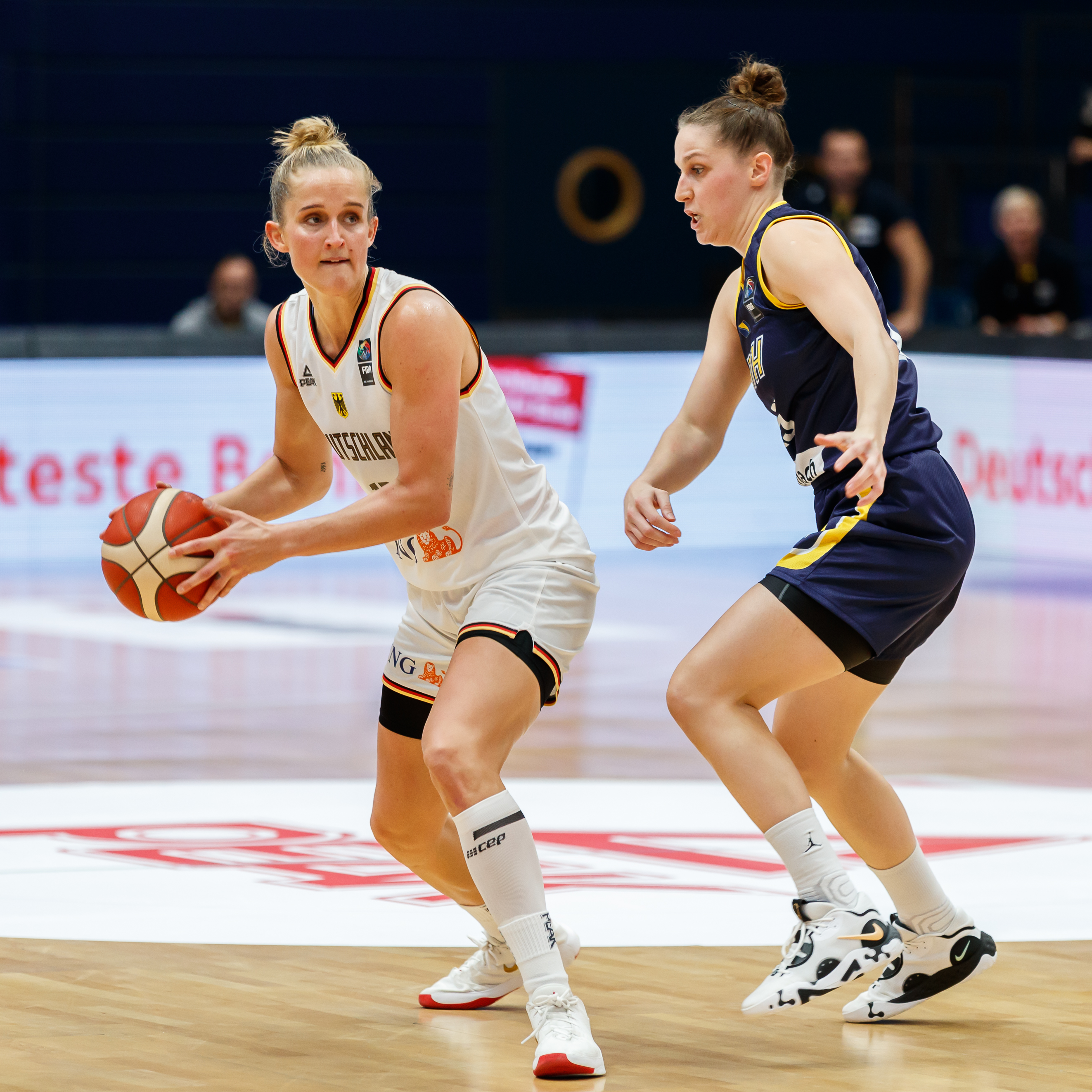
Một trận thi đấu bóng rổ nữ tại châu Âu
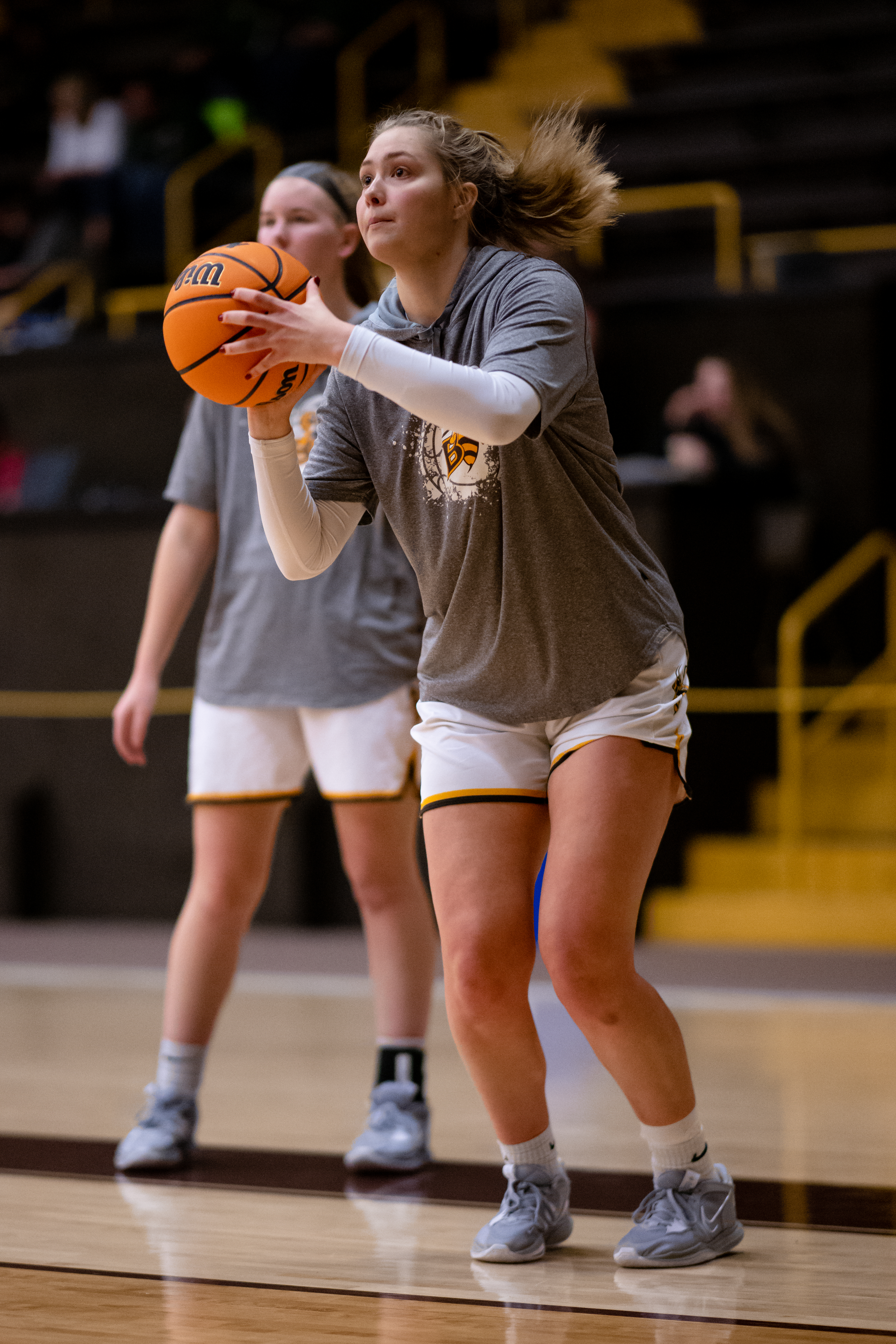
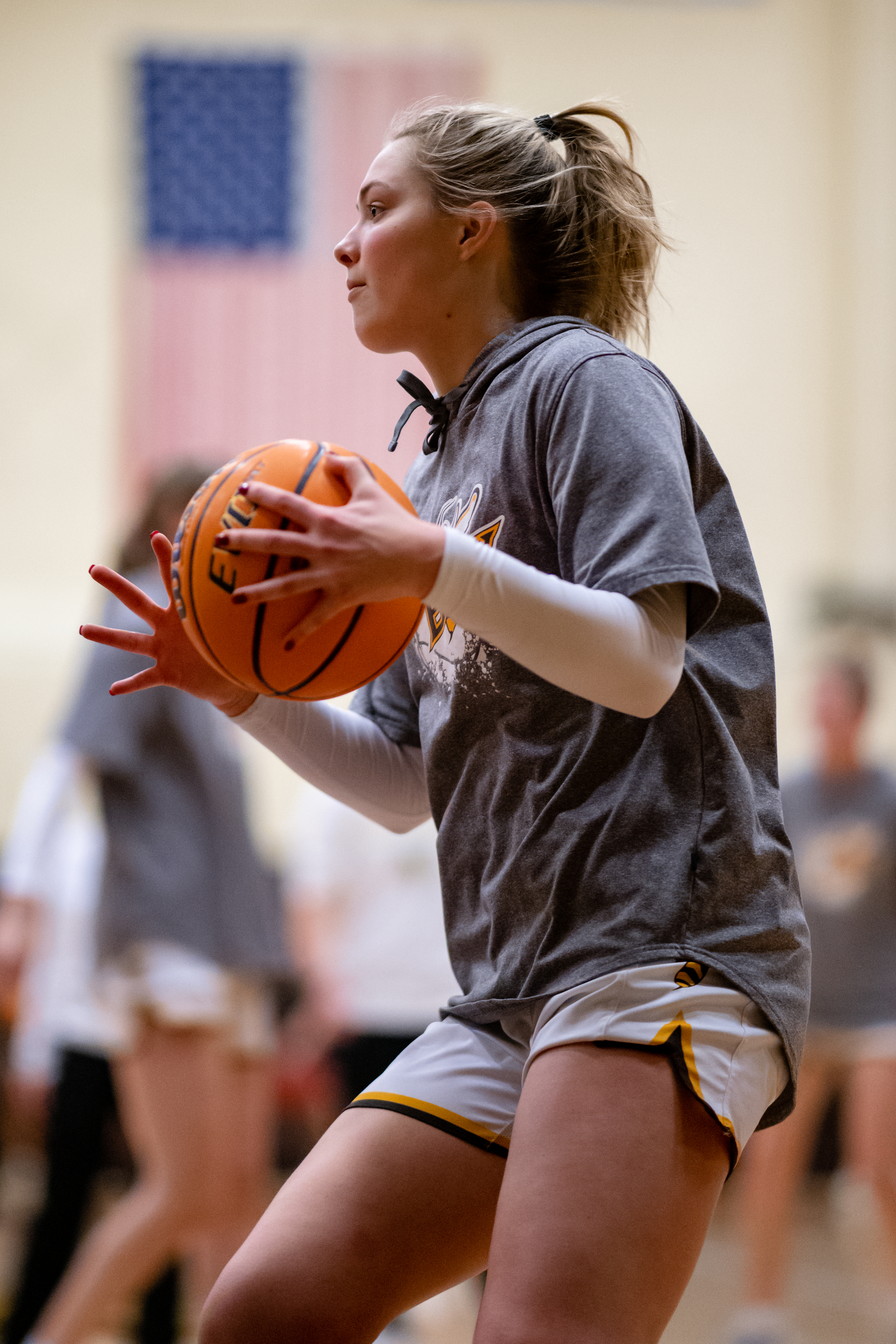
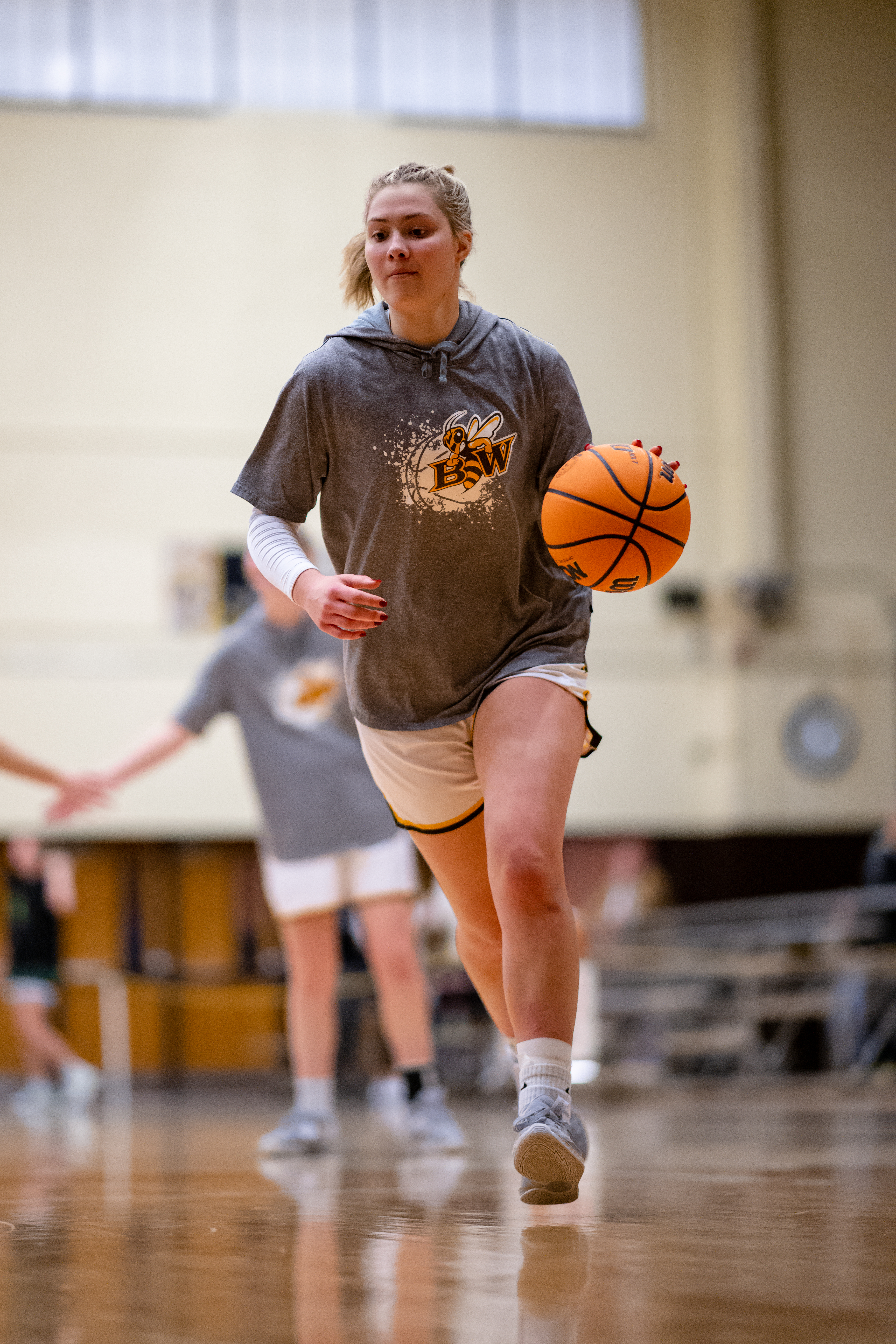
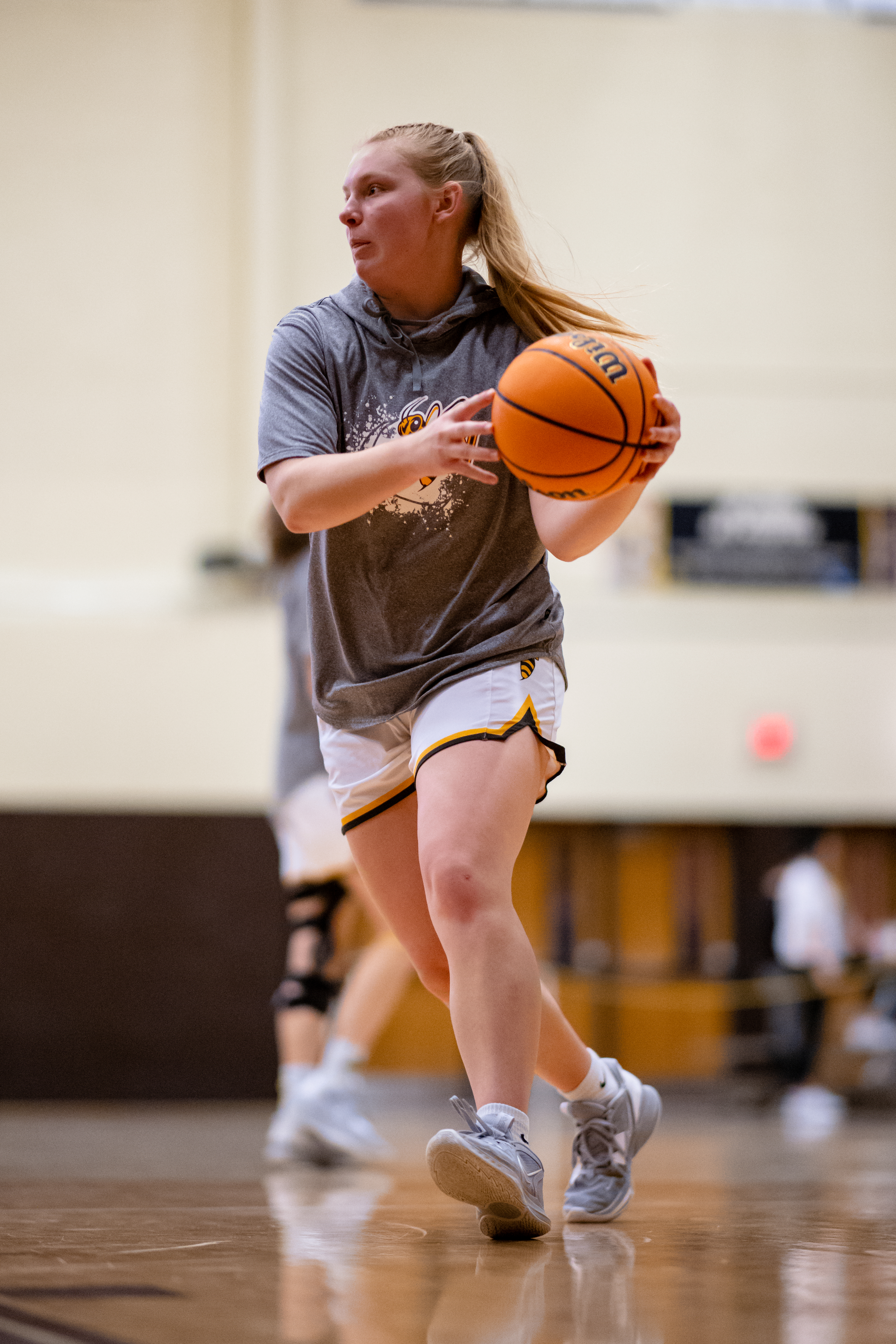
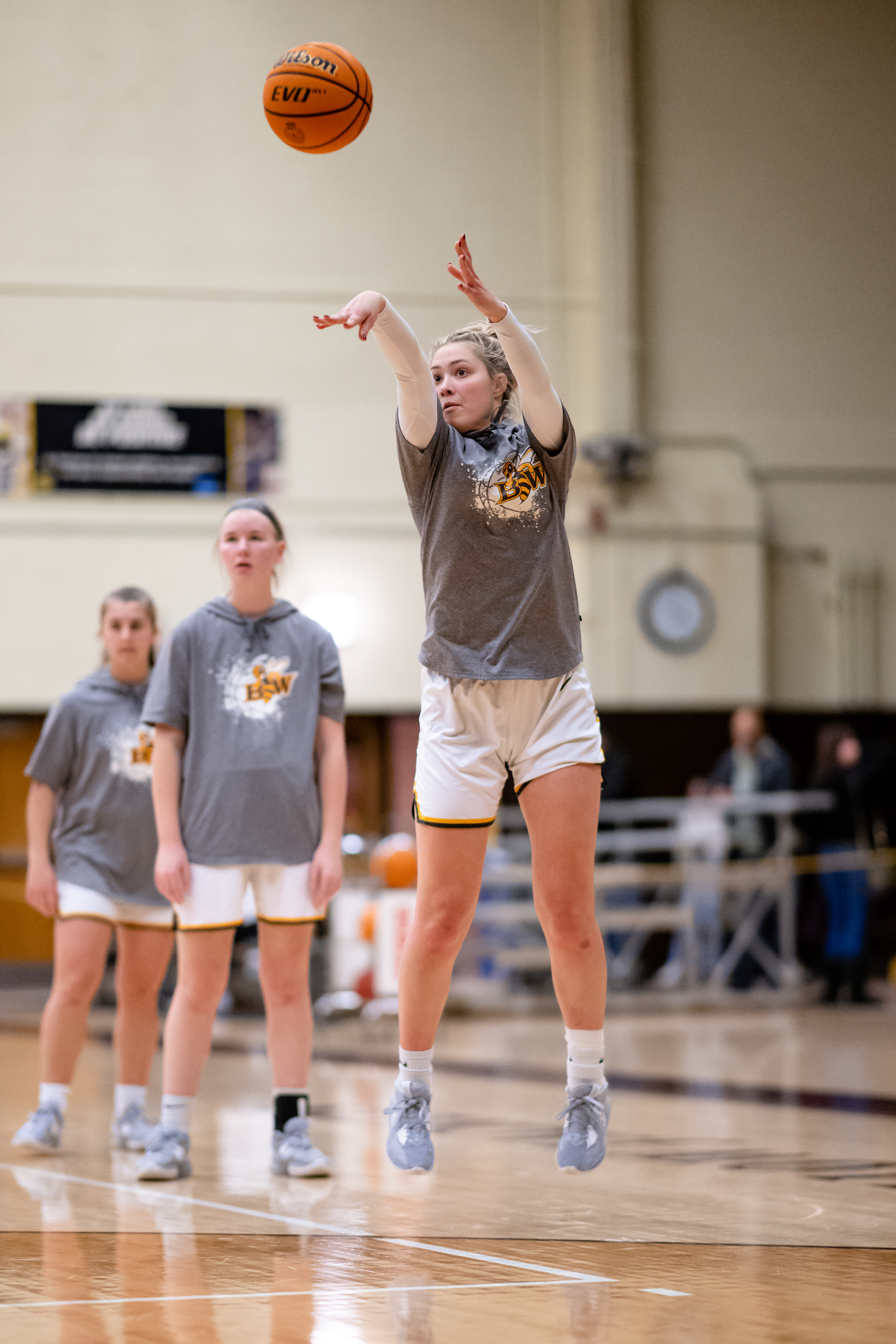
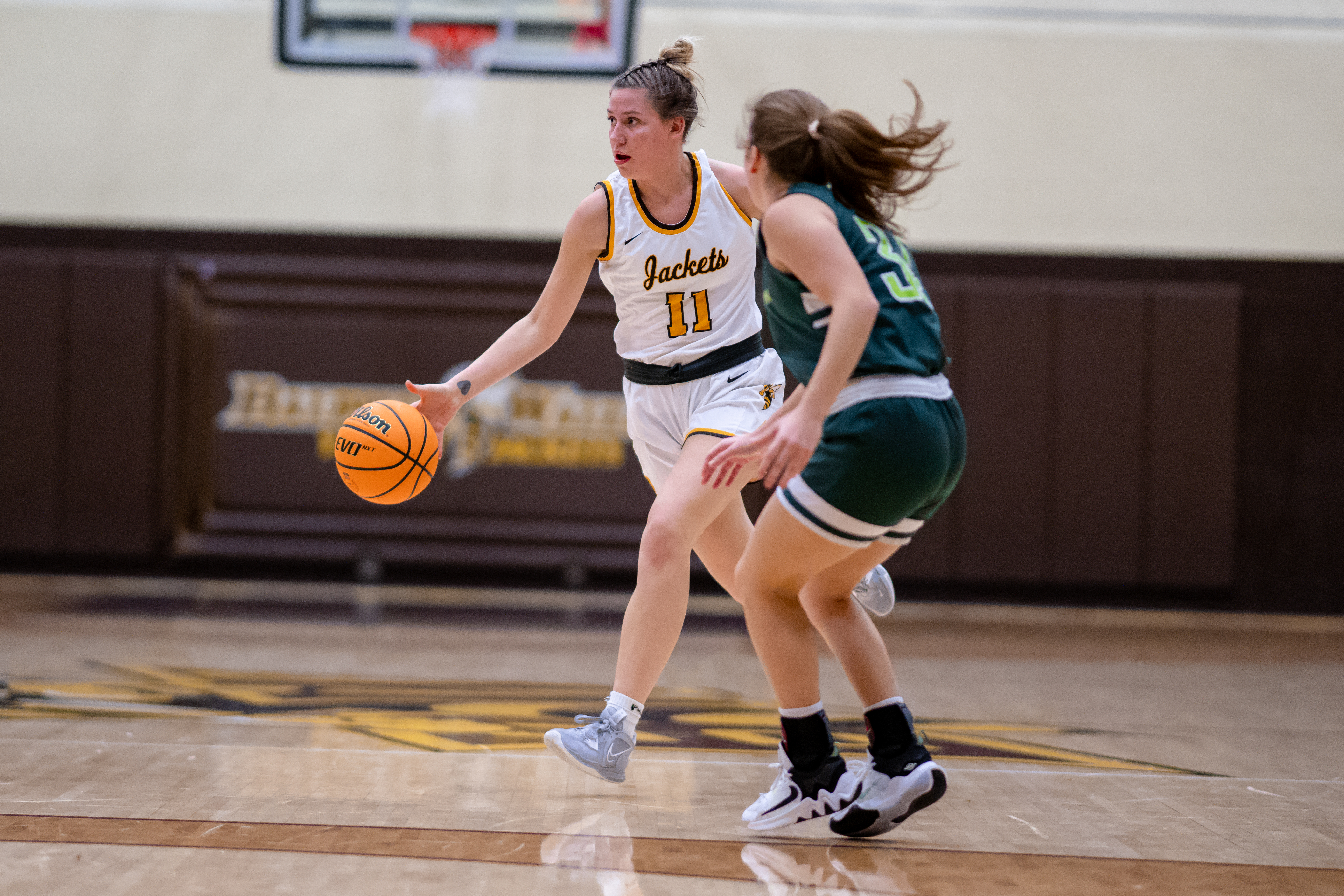
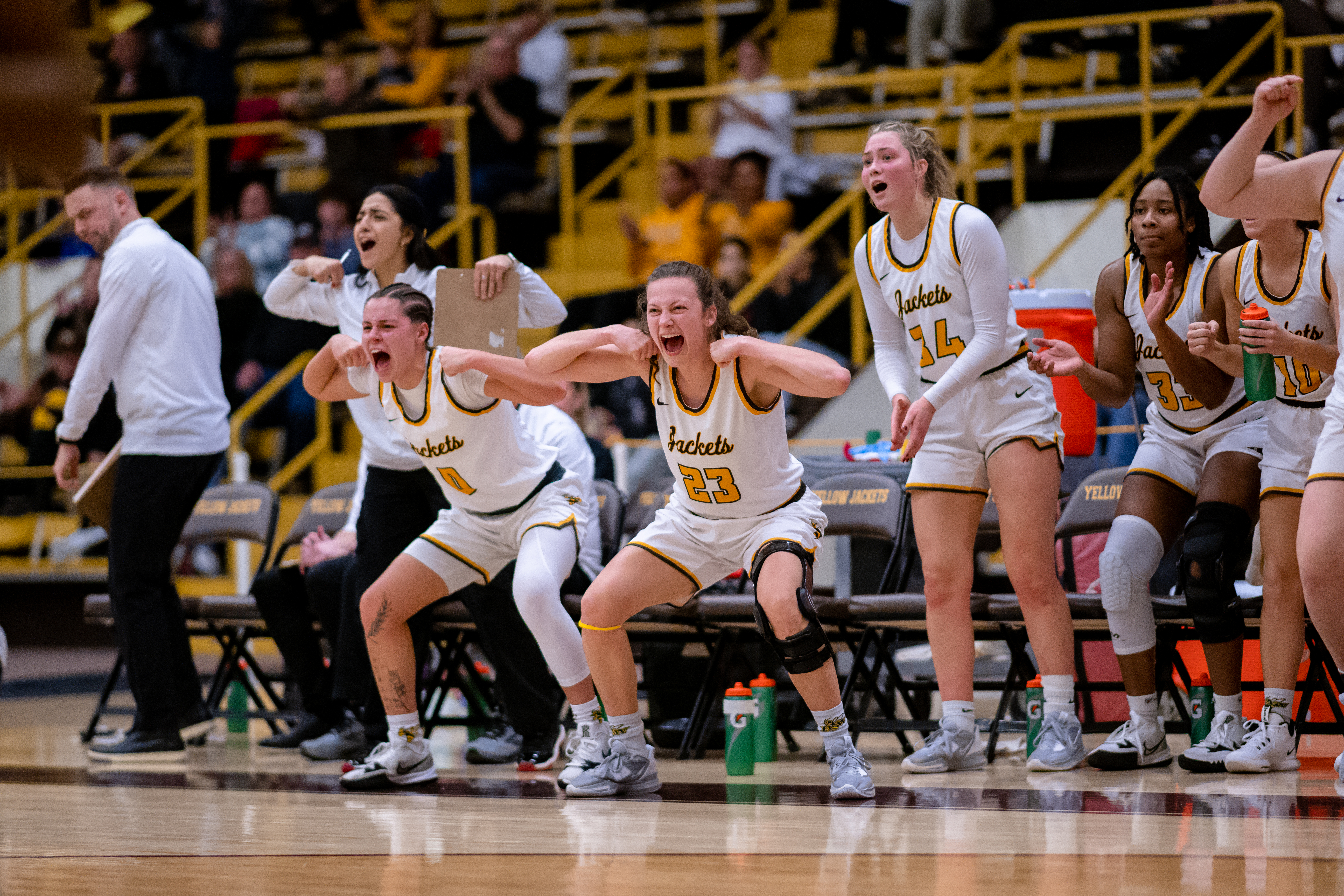
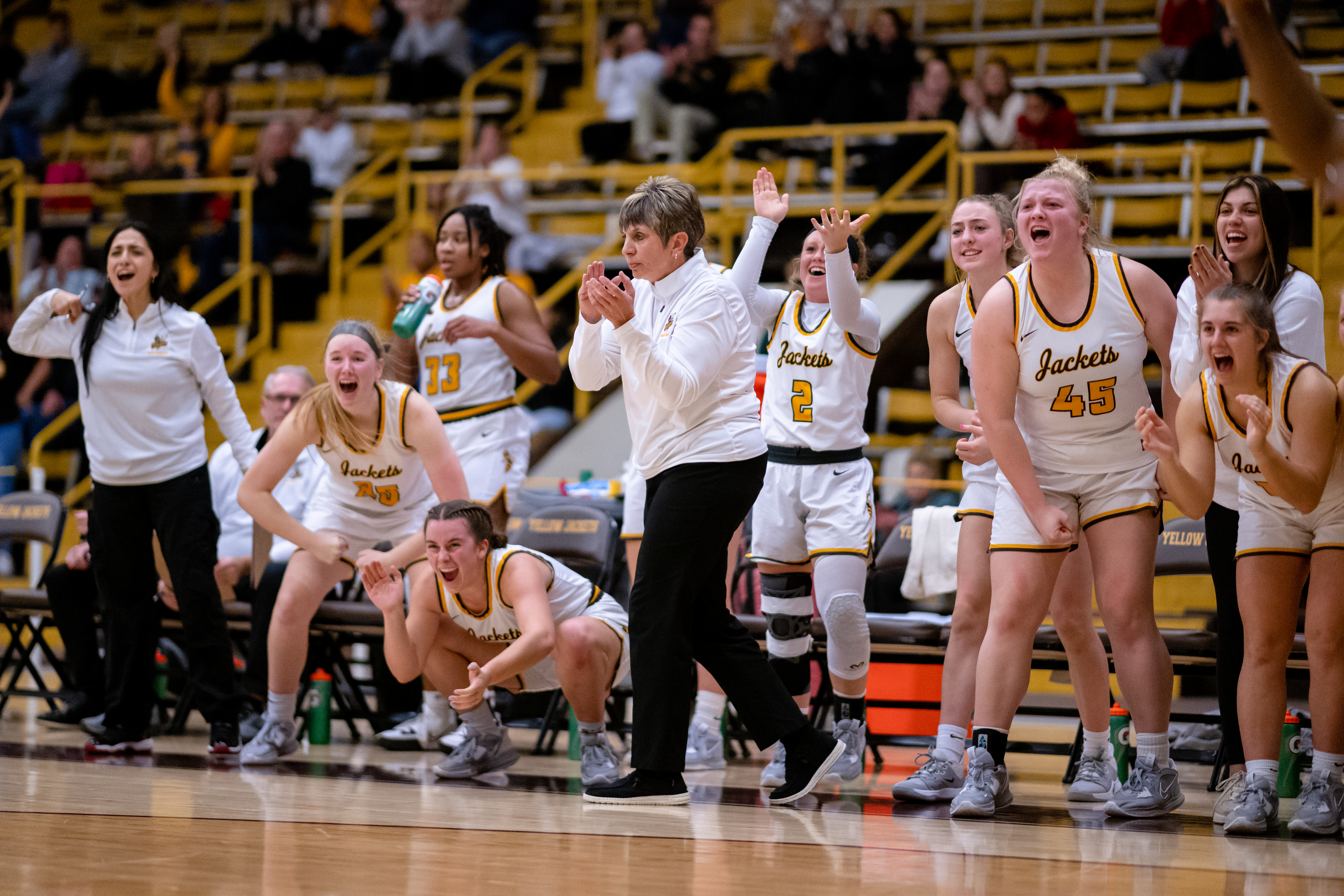
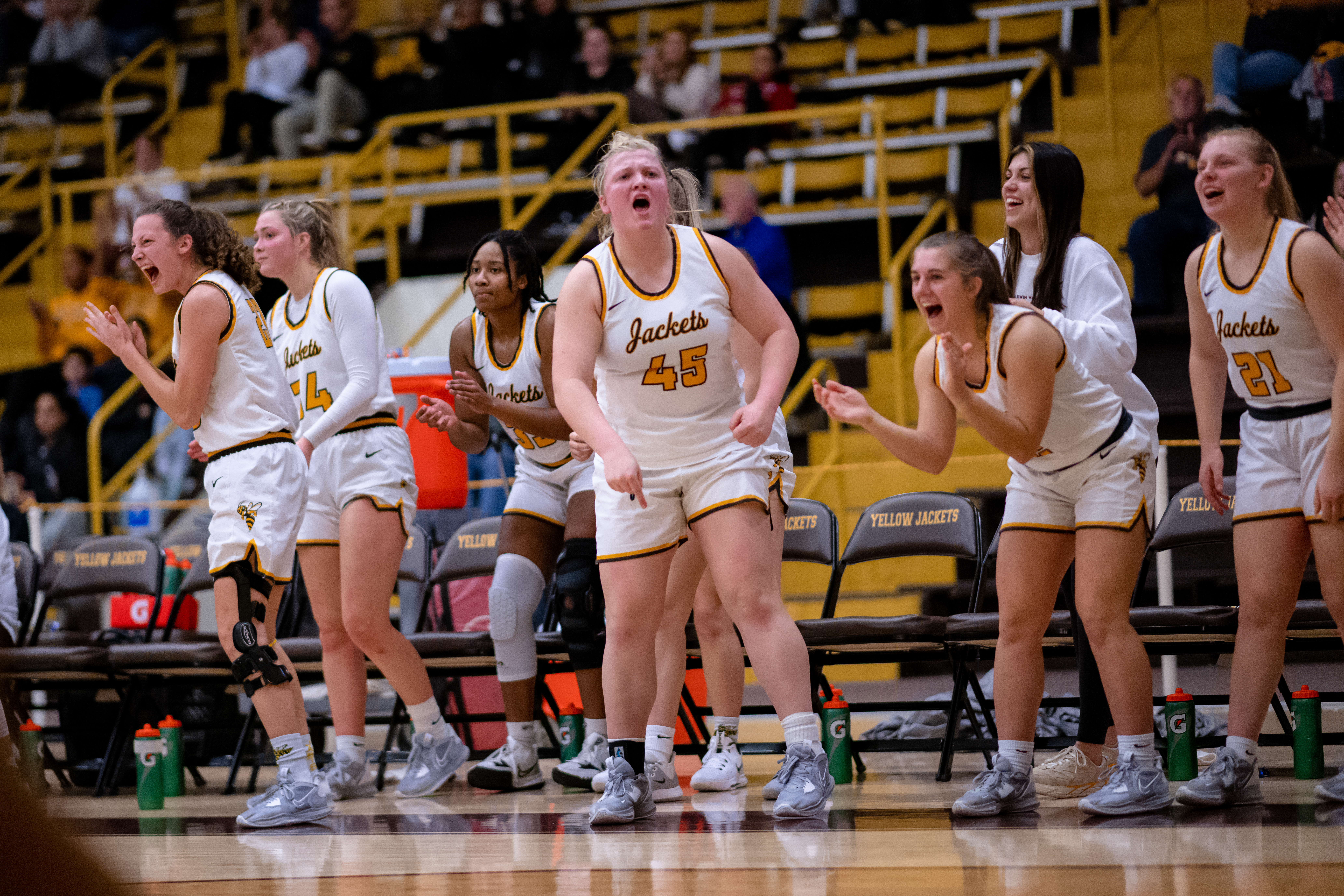
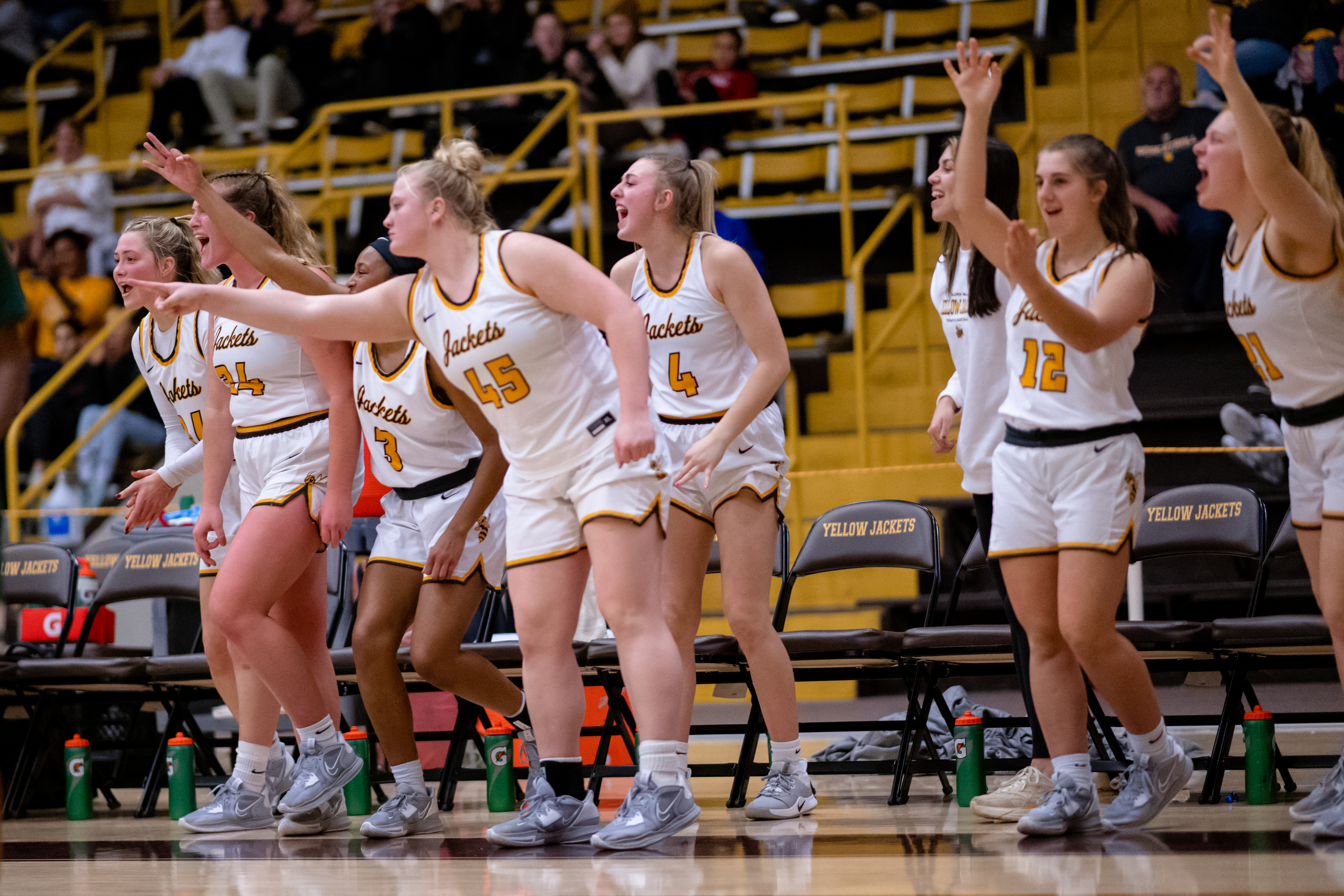
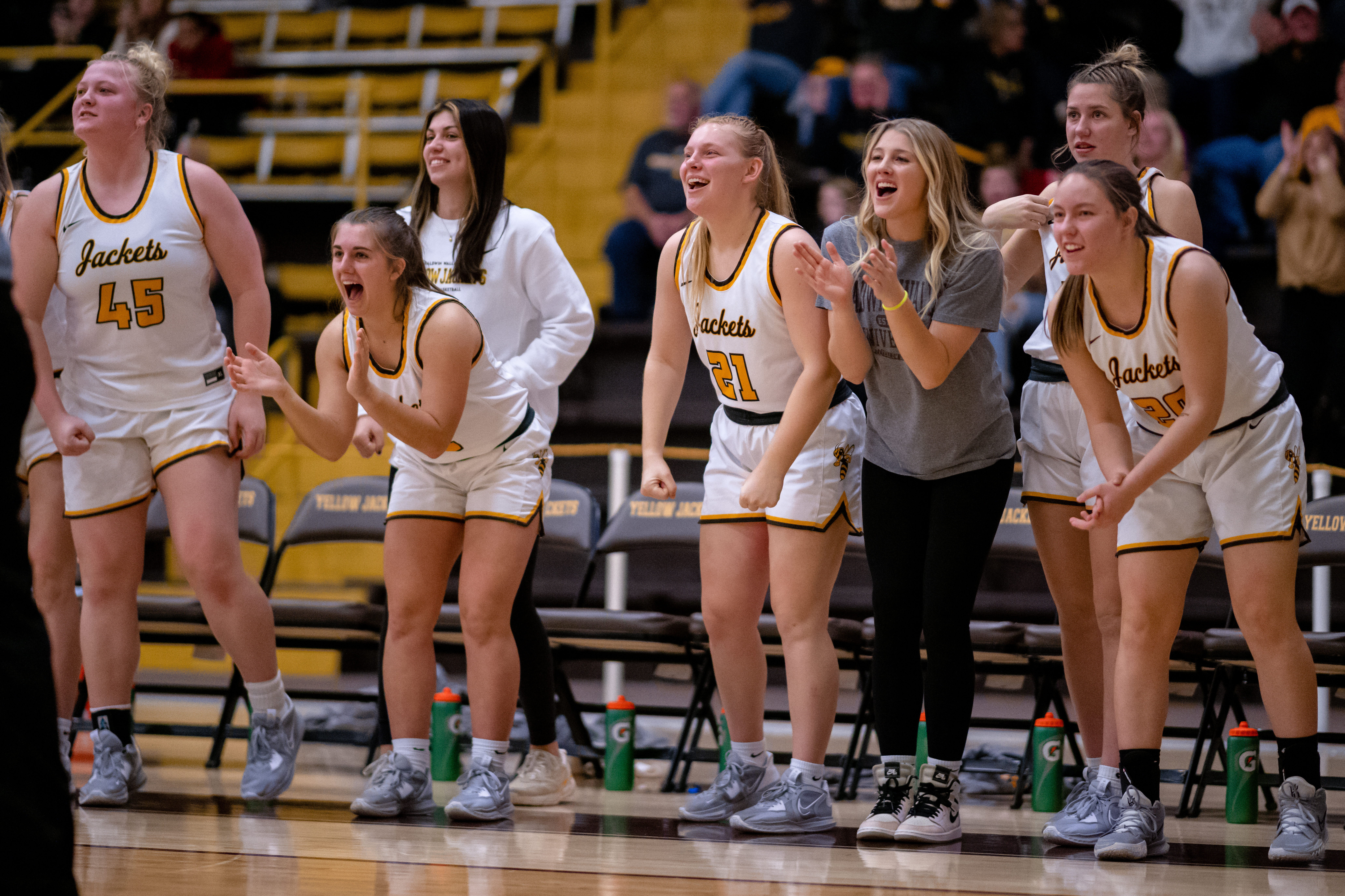
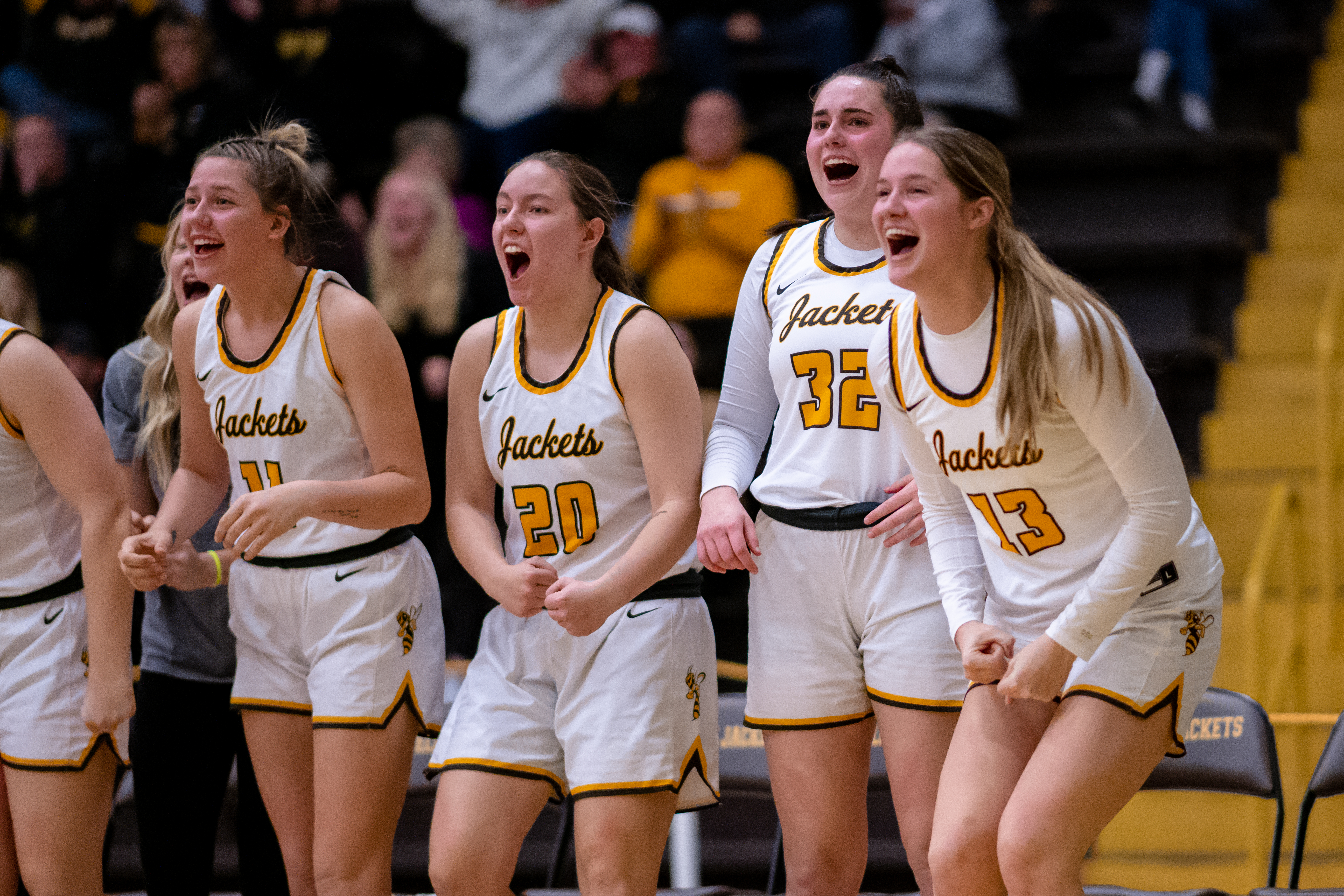
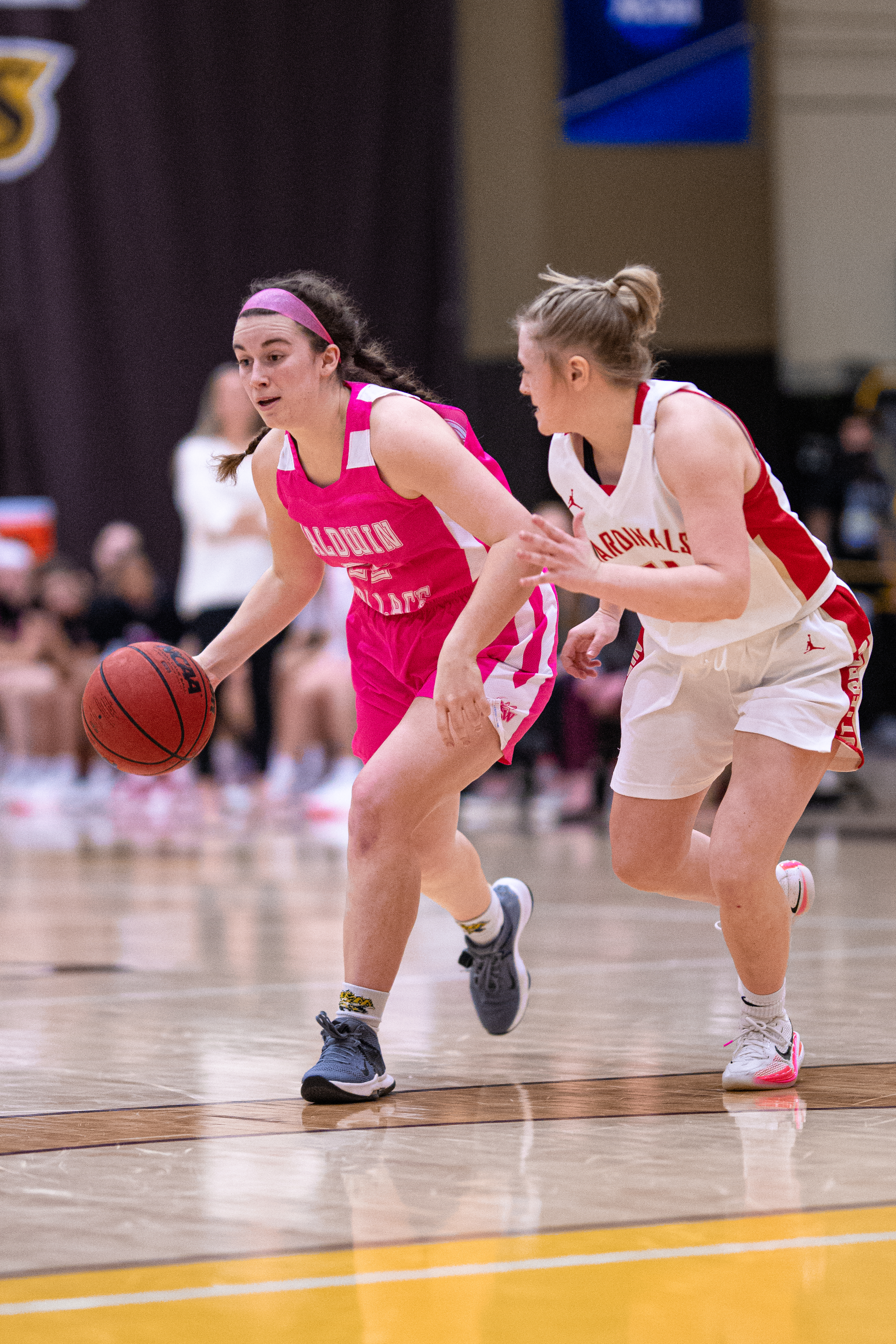
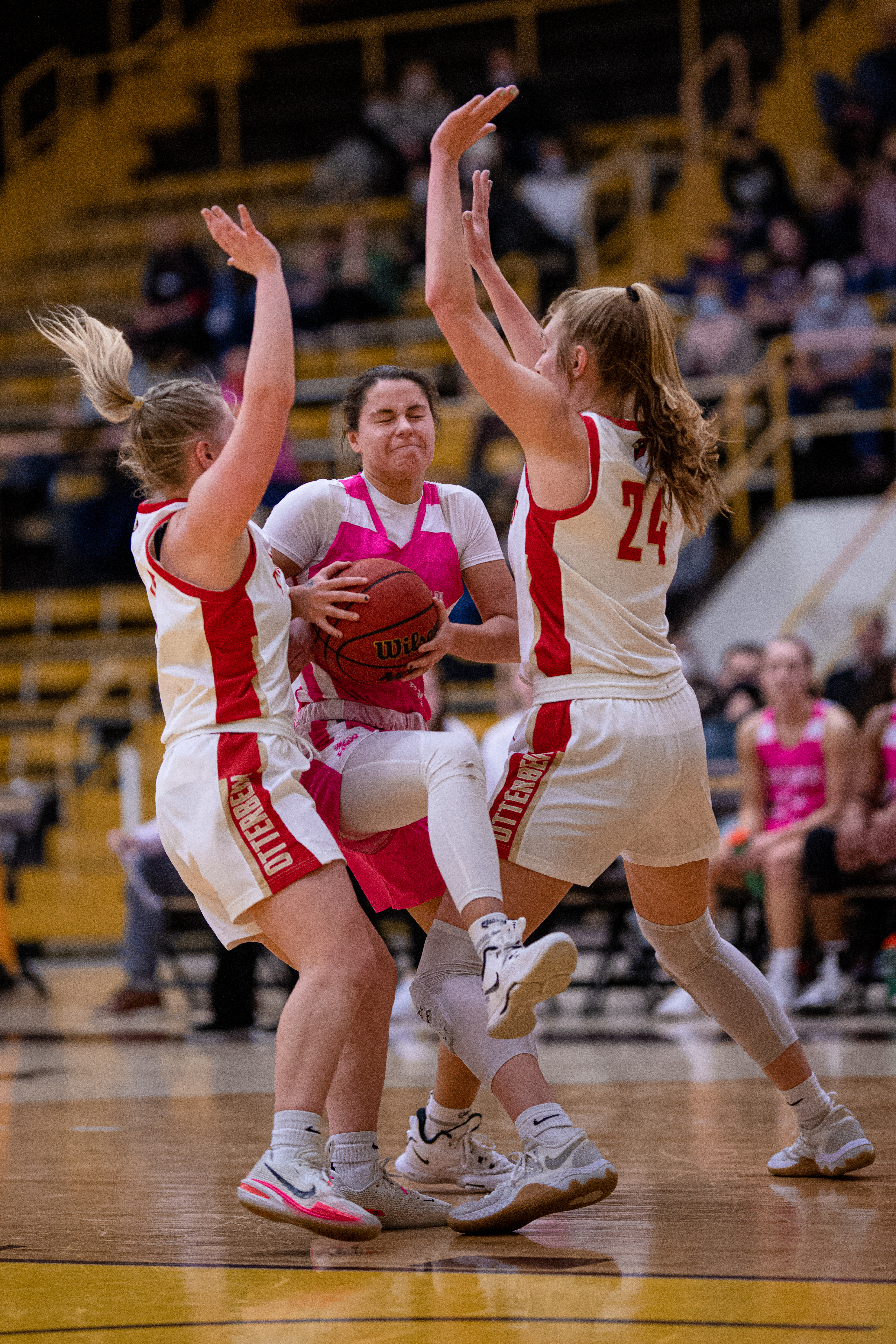
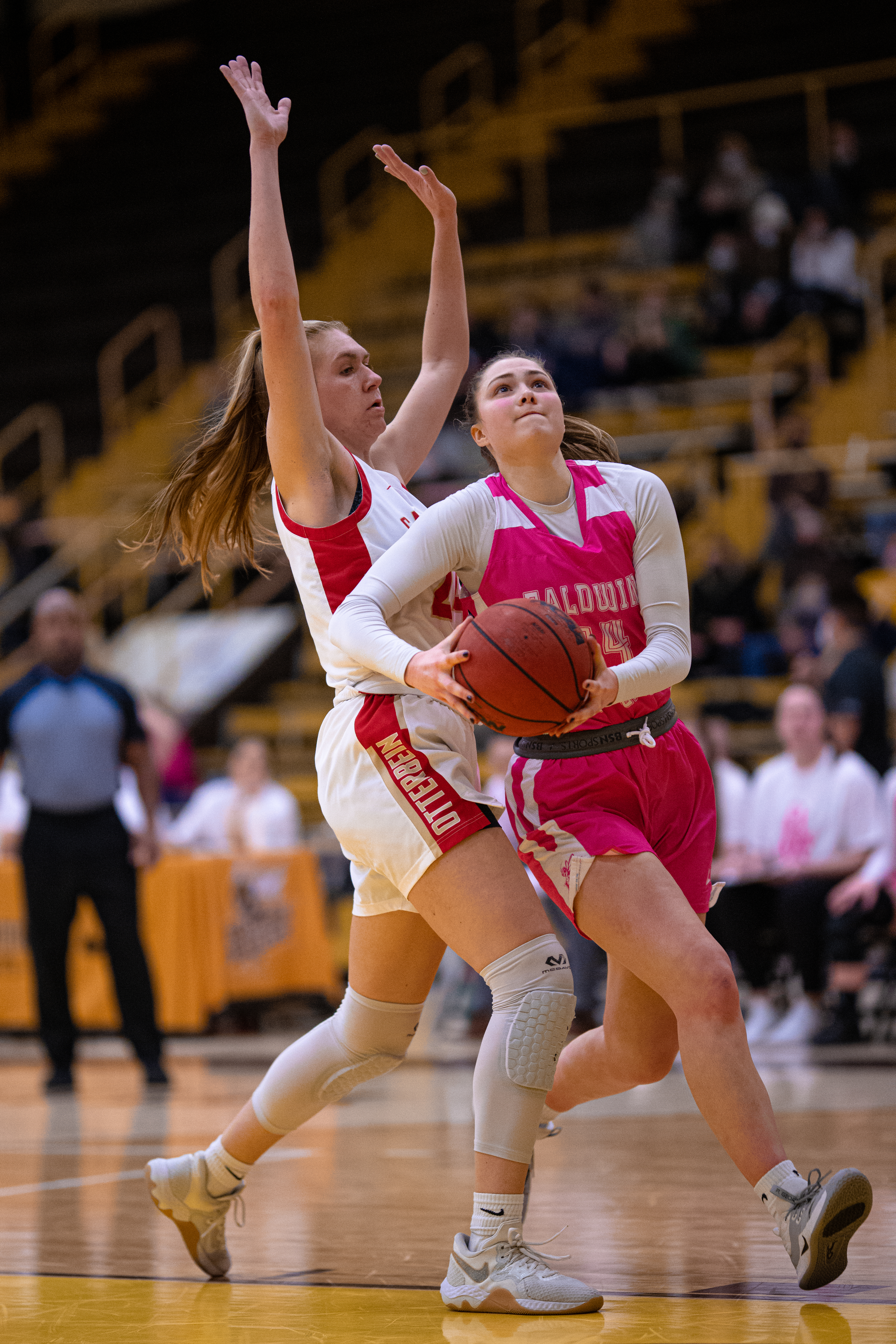